# 竹叶花椒
竹叶花椒（学名：Zanthoxylum armatum），又名秦椒、藤椒、万花针、白总管、竹叶总管，为芸香科花椒属下的一种落葉小喬木，也指其果實，原產於東亞。其下有變種毛竹叶花椒。

## 植物特征
竹叶花椒高3-5米，茎枝長有紅褐色的刺，叶对生，裂齿，披针形或橢圓形。花序近腋生，果紫红色。花期4-5月，果期8-10月。

## 食用价值
相比于花椒和麻椒，藤椒並不十分辛辣，有清香味。可直接食用或製成藤椒油。